# Ouilao (Kalsaka)
Pour les articles homonymes, voir Ouilao.
Ouilao est une commune rurale située dans le département de Kalsaka de la province du Yatenga dans la région Nord au Burkina Faso.

## Géographie
Ouilao se trouve à 3 km au nord-est du centre de Kalsaka, le chef-lieu du département, et à 35 km au sud de Séguénéga et de la route nationale 15.

## Histoire
Le village est peuplé uniquement d'une population de l'ethnie Mossi.

## Économie
L'économie de la commune, essentiellement basée sur l'agriculture, le maraîchage et l'élevage, a profité également de sa proximité avec la mine d'or de Kalsaka, située au nord du village, ouverte en 2006 et exploitée jusqu'à sa fermeture en 2012 par la société Kalsaka Mining SA (une coentreprise dont le capital est détenu à 78 % par la société britannique Cluff Gold et à 12 % par Investissement Moto Agricole Réalisation Burkina, IMAR-B),.

## Santé et éducation
Le centre de soins le plus proche d'Ouilao est le centre de santé et de promotion sociale (CSPS) de Kalsaka tandis que le centre médical avec antenne chirurgicale (CMA) de la province se trouve à Séguénéga.
Ouilao possède, depuis 1989, une école primaire de trois classes tandis que le collège d'enseignement général (CEG) le plus proche se trouve à Kalsaka.